# Myrcia pineticola
Myrcia pineticola är en myrtenväxtart som beskrevs av Attila L. Borhidi och O.Muniz. Myrcia pineticola ingår i släktet Myrcia och familjen myrtenväxter.
Artens utbredningsområde är Kuba. Inga underarter finns listade i Catalogue of Life.